# تپه شهر سوخته ۱۹۷
تپه شهر سوخته ۱۹۷ مربوط به هزاره سوم قم است و در شهرستان زابل، بخش شیب آب، دهستان لوتک، روستای حومه شهر سوخته، ۸/۲۵ک متری جنوب غربی پایگاه میراث فرهنگی شهر سوخته واقع شده و این اثر در تاریخ ۱۵ اسفند ۱۳۸۵ با شمارهٔ ثبت ۱۷۹۵۶ به‌عنوان یکی از آثار ملی ایران به ثبت رسیده است.